# Уолл, Терри
Терри Уолл (англ. Charles Terence Clegg "Terry" Wall; род. 14 декабря 1936, Бристоль) — английский математик. Основные работы в области геометрии, топологии (в частности, алгебраической топологии и теории бордизмов) и теории катастроф.

## Биография
Терри Уолл получил математическое образование в Тринити-колледже (Кембридж). В 1960 году защитил диссертацию на степень Ph.D. (тема работы: «Алгебраические аспекты кобордизмов»).
В 1978—1980 годах был президентом Лондонского математического общества. Награждён медалью Сильвестра (1988). Эмерит-профессор Ливерпульского университета (1999).